# Astracantha aurea
Astracantha aurea là một loài thực vật có hoa trong họ Đậu. Loài này được (Willd.) Podlech miêu tả khoa học đầu tiên.